# Oggi sposi/Dialogo
Oggi sposi/Dialogo è un singolo di Al Bano & Romina Power. La canzone Oggi sposi venne portata al Festival di Sanremo 1991 e si classificò all'ottavo posto arrivando alla medesima posizione anche nella classifica italiana dei singoli più venduti della settimana. Questa fu l'ultima partecipazione di Romina Power al Festival di Sanremo insieme ad Al Bano. Di seguito non fu più  cantato in pubblico, fino al 23 gennaio 2019 dove lo ripropossero in versione riarrangiata in una delle due serate evento di 55 passi nel sole (occasione per celebrare i 55 anni di carriera di Al Bano).

## Tracce
1. Oggi sposi – 4:12 (Depsa, G. Andretto)
2. Dialogo – 3:12 (Carrisi, Power)

## Edizioni
- 1991 Oggi sposi (WEA, 9031-73818-7, 7", Italia)
- 1991 Oggi sposi/Dialogo (WEA, 9031-73818-7, 7", Germania)
- 1991 Oggi sposi (WEA, 9031-73819-2, CD, Germania)